# Vejle (condado)
Nota linguística: Não confundir grevskab (condado) com amt (divisão administrativa)..
Vejle foi um amt da Dinamarca de 1970 a 2006. Em 1.º de janeiro de 2007, foi abolido e seu território, dividido entre as regiões da Jutlândia Central e da Dinamarca do Sul.

## Municípios
Vejle tinha 16 municípios:
| - Brædstrup - Børkop - Egtved - Fredericia - Gedved - Give - Hedensted - Horsens | - Jelling - Juelsminde - Kolding - Lunderskov - Nørre-Snede - Tørring-Uldum - Vamdrup - Vejle |